# David Torres (hockeista su pista)
David Torres Pastoriza (La Coruña, 25 dicembre 1994) è un hockeista su pista spagnolo.

## Palmarès

### Club

#### Titoli nazionali
- Coppa del Re: 2

Vic: 2015
Deportivo Liceo: 2021
- Supercoppa di Spagna: 3

Deportivo Liceo: 2016, 2018, 2021